# Arthur Liener

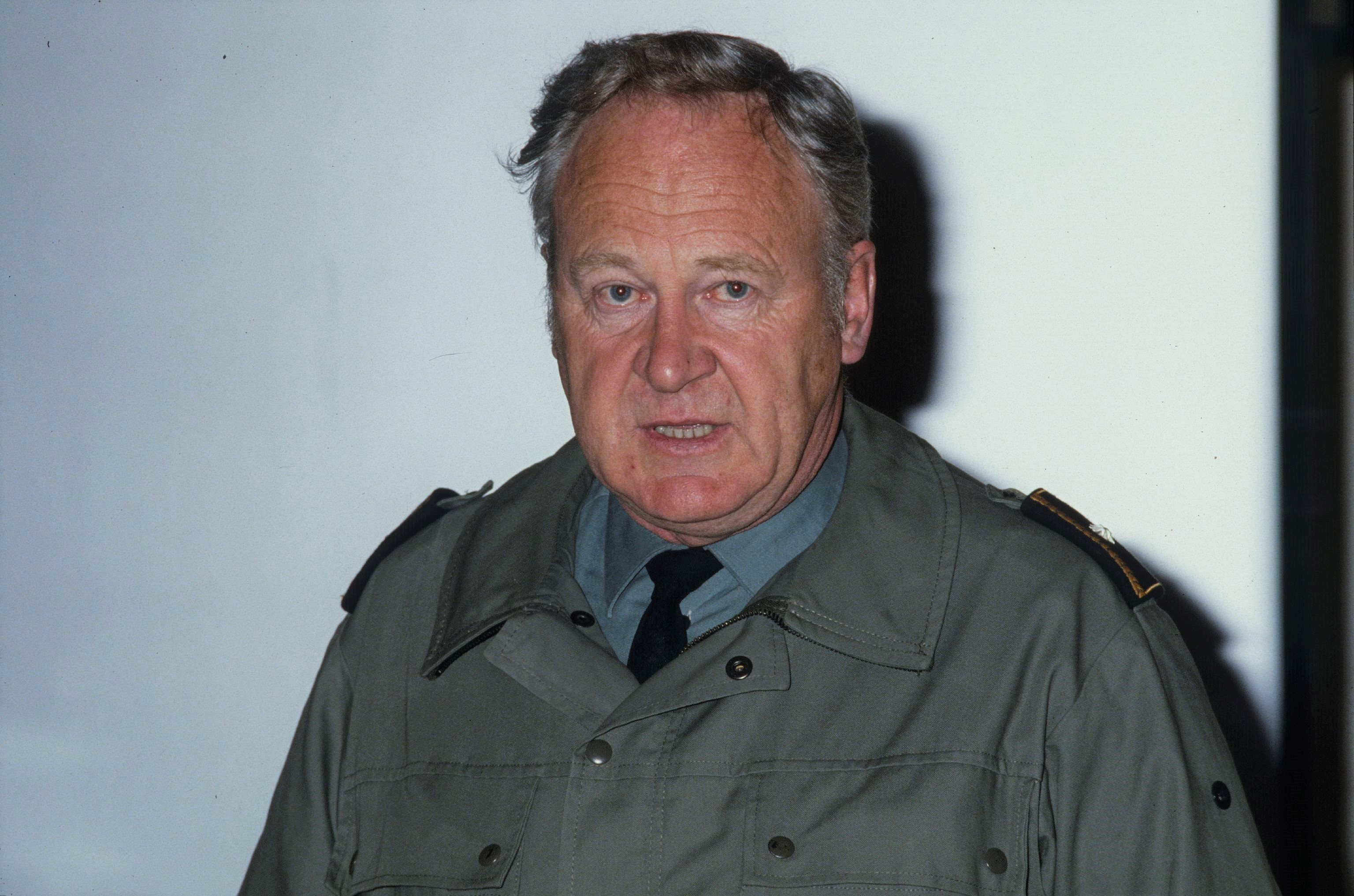
Arthur Liener (1990)

Arthur Ludwig Liener (* 12. Mai 1936 in Bern) ist ein ehemaliger Schweizer Berufsoffizier (Korpskommandant) und Generalstabschef.

## Leben
Liener besuchte Schulen in Bern und Thun. Nach der Matur studierte Physik, Chemie, Mineralogie und Betriebswirtschaft und wurde 1966 zum Dr. phil. nat. promoviert. In seiner Dissertation befasste er sich mit dem Eintauchen von Meteoriten in die Erdatmosphäre. 1967 wurde er Beamter im Eidgenössischen Departement des Innern. 1969 wurde er Chef der Sektion Planungsverfahren im Stab der Untergruppe für Generalstabsdienste. 1974 wurde er stellvertretender Direktor. 1991 wurde er dann zum Direktor des Bundesamtes für Genie und Festungen und Divisionär ernannt.
Er war Kommandant der Haubitzabteilung 30, des Versorgungsregiments 13 und der Festungsbrigade 23. 1997 trat Liener nach fünfjähriger Amtszeit als Generalstabschef vorzeitig zurück, nachdem ihm vom damaligen Bundesrat Adolf Ogi im Zusammenhang mit der so genannten «Affäre Nyffenegger» um Friedrich Nyffenegger das Vertrauen entzogen worden war.
Vom 1. Januar 1999 bis im Frühjahr 2010 arbeitete er als Ombudsmann beim Tages-Anzeiger und von 2000 bis 2019 präsidierte Liener die Stiftung des Berner Münsters.
Er ist Mitglied der FDP Schweiz.

## Auszeichnungen
- 1999: Grosses Silbernes Ehrenzeichen mit dem Stern für Verdienste um die Republik Österreich[4]
- 2003: Ehrenpräsident der Clausewitz-Gesellschaft